# 內埔忠勇祠
22°36′34″N 120°34′05″E / 22.609367°N 120.567941°E
內埔忠勇祠（臺灣客家語四縣腔：nui puˊ zungˊ iungˋ ciiˇ），是位於臺灣屏東縣內埔鄉內埔村的義民廟，祭祀在莊大田事件而身亡的六堆客家人。

## 歷史
此祠供奉的是乾隆五十一年（1786年）間，在曾中立招募下協助清廷對抗莊大田的客家人，有姓或名字可考者為李瑞儒、李文秀、李東義、鍾至偉、劉前淑、鍾仁遠、邱宗烈、周文輝、余得三、林統輝、李友鑑、李友允、李秀富、彭先生、賴景盛、林俊欽、楊啟琳等二十人。
擔任六堆軍總副理的黃芳榮的回憶錄〈邀功紀略〉，對當時對抗林爽文、莊大田的戰事、受勳獎者皆有詳細記錄，但未見此祠供奉的人名。廟方的劉聰吉解釋這些名字是列於光緒年間的舊碑上，原位於此祠後方，但已被盜竊。
該祠原設於內埔南門外，歷經多次遷移，後因興建內埔國小遂遷移到內埔村中興路，並於1966年重建。原面向大武山，因道路拓寬改朝向西北方。

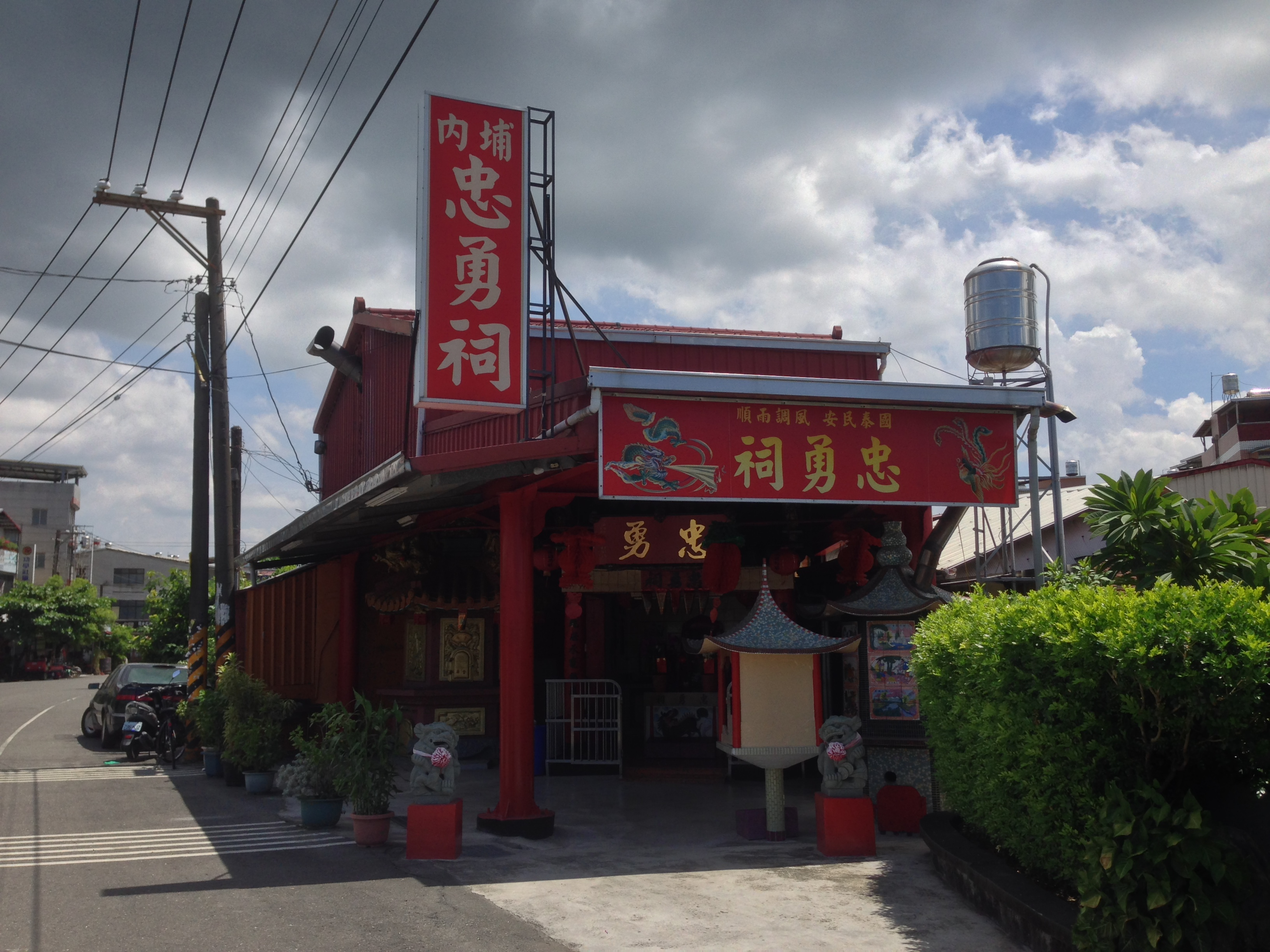
外側鐵皮屋
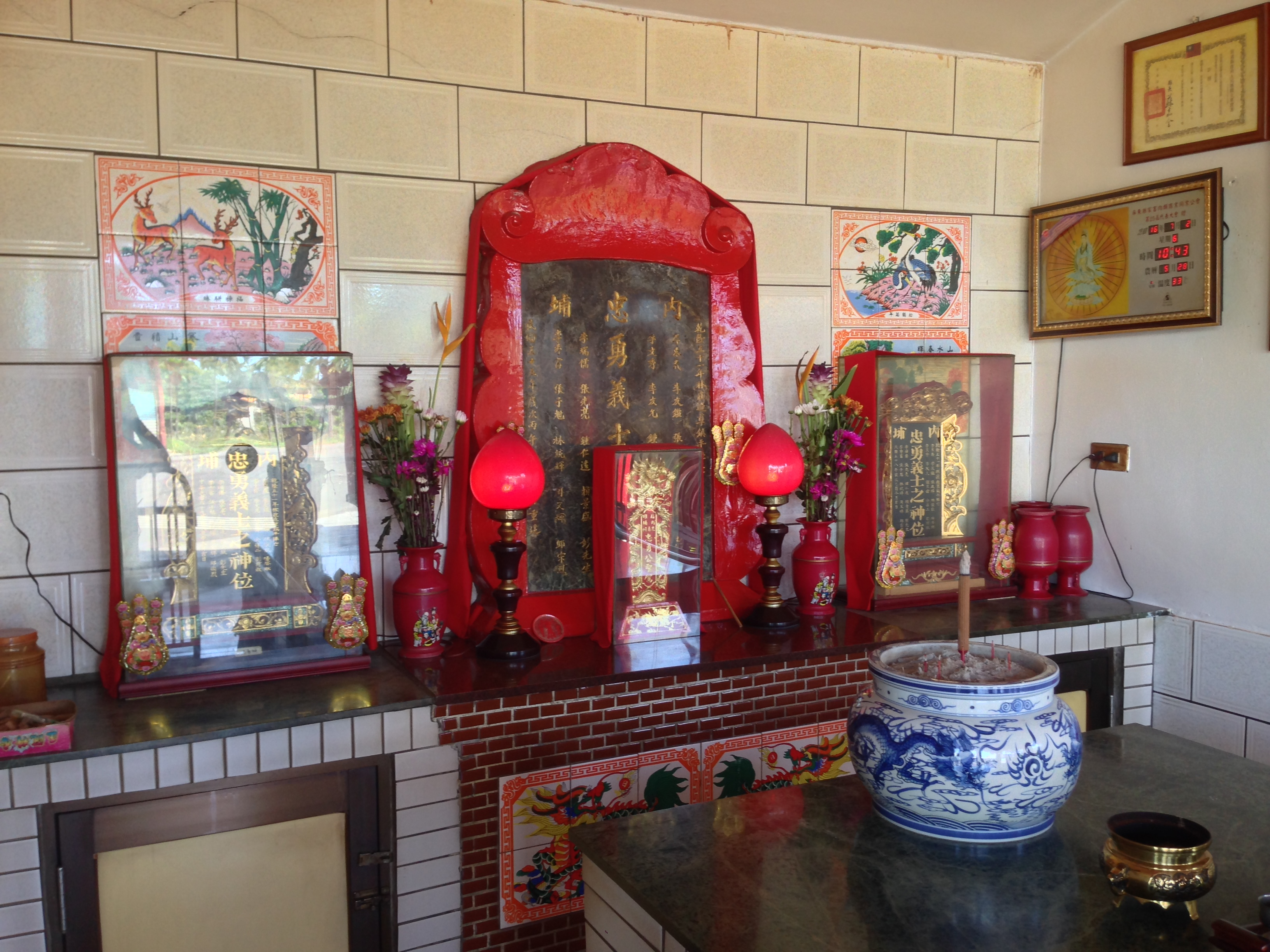
忠勇公牌位

## 祭祀
農曆七月十四日舉辦祭典，由忠勇祠文化協會舉辦。2015年《臺灣時報》報導時，住在祠旁的內埔鄉豬肉商徐文琮表示，由於內埔忠勇祠規模不大，政府單位幾乎忘了此祠存在，少有派代表前來祭拜。六堆文史工作者、屏東縣客家公益會前理事長李貴文，希望政府單位能派代表參加祭典，以彰顯幾乎被遺忘的歷史。